# Place Saint-Jean (Nantes)
Pour les articles homonymes, voir Place Saint-Jean.
La place Saint-Jean est une place de Nantes, en France.

## Situation et accès
Située dans le Centre-ville de Nantes la place est traversée par la rue de Strasbourg, au débouché des rues de la Commune, rue Saint-Jean, Notre-Dame et Saint-Vincent, elle est bitumée et ouverte à la circulation automobile.

## Origine du nom
Tout comme la rue homonyme, l'esplanade doit son nom à la présence, jusqu'au début du XIXe siècle, d'une commanderie et d'une chapelle ayant le vocable « Saint-Jean ».

## Historique
Place de forme triangulaire à l'origine, le percement de la rue de Strasbourg en 1867, entraîne sa modification significative, notamment sur sa partie est. La partie ouest garde depuis l'allure d'une placette arborée.